# Bronxi mese
A Bronxi mese (eredeti cím: A Bronx Tale) 1993-ban bemutatott amerikai bűnügyi filmdráma, melynek elsőfilmes rendezője és főszereplője Robert De Niro. A forgatókönyvet a szintén főszereplő Chazz Palminteri írta, saját, A Bronx Tale című színdarabja alapján. 
Az 1960-as években játszódó film egy olasz-amerikai fiú felnövéstörténete, aki Bronxban élő gyerekként kapcsolatba kerül a helyi maffiával. Választania kell a szervezett bűnözés csábító világa és becsületes, keményen dolgozó munkásosztálybeli apja értékei között, miközben közösségében faji jellegű viszályok is felütik a fejüket.
Világpremierje a Torontói Nemzetközi Filmfesztiválon volt 1993. szeptember 14-én. Az amerikai mozikban szeptember 29-én mutatták be. Pozitív kritikákat kapott, a kritikusok dicsérték a főszereplők alakításait és a rendezést.

## Cselekmény
1960-ban a kilencéves Calogero Belmontban, Bronx munkásosztálybeli olasz-amerikaiak által lakott negyedében él édesapjával, a buszsofőr Lorenzóval és édesanyjával Rosinával. Calogerót lenyűgözi a környéken tevékenykedő olasz maffia és annak vezére, Sonny. Egy nap a fiú szemtanúja lesz, amint Sonny a nyílt utcán agyonlő egy férfit, aki a maffiózó barátjára támadt. Calogero nem hajlandó a kiérkező nyomozóknak elárulni Sonnyt. A maffiavezér emberei jobb munkát ajánlanak fel Lorenzónak, de ő törvénytisztelő polgárként udvariasan elutasítja őket. Sonny összebarátkozik a fiúval és a „C” becenevet adja neki. Calogero, vagyis C Sonny bárjában kezd el dolgozni, de apja leszidja, miután megtalálja a fiú nagy összegű félretett pénzét. Lorenzo visszaadja a pénzt a maffiózónak és figyelmezteti: tartsa magát távol a fiától.
Nyolc évvel később a tizenhét éves Calogero Sonny rendszeres látogatója lett, apja tudtán kívül. A fiú egy helyi olasz-amerikai fiúkból álló bandának is a tagja, mely aggasztja Sonnyt. Calogero megismerkedik egy Jane nevű afroamerikai lánnyal, majd – a környéken élő olasz-amerikaiak és afroamerikaiak közti súlyos faji feszültségek ellenére – randevúra hívja. Sonny kölcsönadja neki autóját, hogy lenyűgözhesse kiválasztottját. Calogero barátai összevernek néhány, a környékükön áthajtó afroamerikai kerékpárost. Az egyik áldozat, Jane bátyja megjelenik Calogero és Jane randevúján és azt állítja, az olasz fiú verte meg. Calogero elveszti a fejét és dühében niggernek nevezi őt, Jane ezután testvérével együtt távozik.  
Lorenzo kérdőre vonja fiát, amiért azt Sonny kocsijában látta. Calogero durván összeveszik apjával és faképnél hagyja őt. Találkozik barátaival és megtudja, néhány afroamerikai tojásokkal dobálta meg klubházukat, bosszút állva a korábbi verésért. Sonny és emberei is kivallatják Calogerót, mert a kölcsönadott autóban bombát találtak. Sonny elhiszi a fiú könnyes vallomását és felismeri ártatlanságát az ügyben. Calogero barátaihoz megy, akik bosszút forralnak és Molotov-koktélokat visznek magukkal a feketék negyedébe. Kényszerítik társukat, hogy velük tartson, de Sonny megállítja az autót és kiparancsolja onnan a fiút. Jane felkeresi Calogerót az olaszok lakta negyedben és átadja neki bátyja vallomását: korábban hazudott és Calogero valójában nem bántotta őt. Megcsókolják egymást, de a fiúnak eszébe jut barátai terve és a helyszínre siet.
Az olasz fiatalok eközben felgyújtják a feketék üzlethelyiségét, de az egyik megtámadott visszahajít egy ép Molotov-koktélt az autójukra, felrobbantva a járművet és megölve az összes utast. Calogero és Jane már csak a lángoló autót és a fiúk összeégett holttesteit találja a helyszínelésen. Calogero – látva a feketék feléje tanúsított ellenséges viselkedését – a bárba siet, köszönetet mondani Sonnynak, amiért az megmentette életét. Mielőtt eljutna hozzá a tömegben, egy merénylő hirtelen Sonny mögött terem és főbe lövi a maffiavezért. Mint kiderül, a gyilkos a Sonny által nyolc évvel korábban agyonlőtt férfi fia volt.
Sonny temetésén ugyan rengetegen megjelennek, de különösebben senkit nem rendített meg a férfi halála. Amikor már csak Calogero marad a nyitott koporsó előtt, megjelenik egy Carmine nevű férfi és elmondja neki: ő is Sonnynak köszönheti az életét. Carmine ugyanis nem más, mint az a férfi, akit Sonny az utcai merénylet során megmentett. Carmine Sonny helyetteseként felajánlja támogatását a fiúnak. Lorenzo is megjelenik leróni a végtisztességet. A koporsó előtt állva köszönetet mond Sonnynak, amiért megmentette fiát és bevallja, sosem gyűlölte őt, csak azért haragudott rá, mert miatta a fia túl hamar felnőtt. Calogero búcsút int Sonnynak és apjával hazatér, miközben narrátorként megosztja a két mentorától tanult életbölcsességeket.

## Szereplők
| Színész              | Szerep                  | Magyar hang     |
| -------------------- | ----------------------- | --------------- |
| Robert De Niro       | Lorenzo                 | Gáti Oszkár     |
| Chazz Palminteri     | Sonny                   | Dózsa László    |
| Lillo Brancato       | Calogero 17 évesen      | Görög László    |
| Francis Capra        | Calogero 9 évesen       | Glósz Viktor    |
| Taral Hicks          | Jane                    | Zsigmond Tamara |
| Kathrine Narducci    | Rosina                  | Andresz Kati    |
| Clem Caserta         | „Suttogó” Jimmy         | Gruber Hugó     |
| Frank Pietrangolare  | „K.O.” Danny            | Kristóf Tibor   |
| Joe Pesci            | Carmine                 | Konrád Antal    |
| Alfred Sauchelli Jr. | „Rácsos” Bobby          | Melis Gábor     |
| Robert D'Andrea      | „Peppi” Tony            |                 |
| Eddie Montanaro      | „Trutymó” Eddie         | Makay Sándor    |
| Fred Fischer         | „JoJo, a Bálna” Joe     | Várkonyi András |
| Dave Salerno         | „Kekszmorzsa” Frankie   | Izsóf Vilmos    |
| Joe D'Onofrio        | „Olajos” 17 évesen      |                 |
| Louis Vanaria        | „Dilis” Mario 17 évesen | Boros Zoltán    |
| Domenick Lombardozzi | Nicky "Zero"            | Katona Zoltán   |

## Fogadtatás

### Bevételi adatok
A filmet 1077 észak-amerikai moziban tűzték műsorra, a bemutató hétvégéjén 3,7 millió dollár bevételt termelt. Amerikai összebevétele 17 287 898 dollár lett.

### Kritikai visszhang
A Bronxi mese túlnyomórészt pozitív kritikákat kapott. A Rotten Tomatoes-on 36 kritika összegzése alapján 97%-os értékelésen áll. A weboldal szöveges értékelése szerint: „A Bronx-i mese elkülöníti magát a többi felnövésdrámától, köszönhetően a biztos forgatókönyvnek, a fantasztikus szereplőgárdának és Robert De Niro kamera mögött végzett érzékeny munkájának”.
Roger Ebert a maximális négy csillagra értékelte a filmet, mely szerinte „nagyon vicces és nagyon megható. Élettel, színes szereplőkkel és nagyszerű párbeszédekkel teli és De Niro a rendezői debütálásában eltalálja a megfelelő hangokat, amikor a nevetésről a dühig és a könnyekig lépked.”

## Fordítás
- Ez a szócikk részben vagy egészben  az   A Bronx Tale című angol Wikipédia-szócikk ezen változatának fordításán alapul.  Az eredeti cikk szerkesztőit annak laptörténete sorolja fel. Ez a jelzés csupán a megfogalmazás eredetét és a szerzői jogokat jelzi, nem szolgál a cikkben szereplő információk forrásmegjelöléseként.